# 權慄
權慄（韓語：권율)（1537年—1599年）字彥慎，號晚翠堂，是朝鮮王朝時期的將軍。他是領議政權轍的第四子，也是李恒福的丈人。他在萬曆朝鮮戰爭中擔任了朝鮮軍隊的都元帅（總司令），並以指揮了以少勝多的幸州大捷而出名。

## 生平
權慄出生於安東權氏的一個富裕家庭裡，其父是領議政權轍。1582年以明经中进士，之后历任承文院正字、成均馆典籍、司宪府监察、镜城府判官、户曹正郞、义州牧使等职务。1592年初，因为有流言说朝鲜与日本勾结攻打大明，權慄作为义州牧使受到牵连而被下狱，但是最终被判无罪。日本豐臣秀吉侵略朝鮮，在柳成龍的推薦下，權慄出任光州牧使。權慄在全罗道巡察使李洸麾下作戰，与五万多来自南方的勤王军准备北上攻打漢城。然而，李洸最終在龍仁被日軍擊敗。權慄退往光州，並組織了一千名民兵。
日軍到達錦山以後，全羅道的治所移往全州。權慄率軍前往全州的大門梨峙，以遏日軍兵鋒。小早川隆景率一萬日軍襲擊梨峙，權慄以一千民兵抵擋日軍的進攻。權慄親自監陣，如有退卻，立即斬首。民兵首領黃進被火銃擊中，依然奮勇戰鬥。權慄戰勝了日軍，並收復了全羅道。
朝鮮朝廷嘉獎了權慄的功績，於次年任命他為全羅道觀察使兼巡察使。權慄組織了民兵和僧侶共計一萬餘人，前往京畿道，試圖收復漢城。途中繼續募兵，兵力達到二萬人。權慄到達水原附近的禿城（一说“秃山城”）駐紮。日軍宇喜多秀家包圍了該城達一個多月，城內斷絕了水源。權慄急中生智，命令將幾匹戰馬牽到城牆之上，用白米洗馬，使之就像用許多水沖洗過一樣。日軍本想使城中斷絕水源而投降，見了此景，只得退回漢城。權慄趁機出擊，擊斃日軍3000餘人。此戰之後，朝鮮純祖在禿城的最高處建立：“洗馬臺”，以示紀念。同時命令權慄向北攻擊漢城的日軍。
（也有人认为这个故事出自朝鲜人的虚构，因为日本战国时代的武将真田幸隆在防守户石城时也有同样的传说。）
權慄率所部2800人到達破敗的城堡——漢城附近的幸州山城。此時，日軍在碧蹄館之戰中擊敗了明軍，對幸州山城附近朝鮮軍的到來感到畏懼，於是組織了宇喜多秀家、小早川秀包、小早川隆景、黑田長政、小西行長、石田三成、吉川廣家等部，共計三萬人，圍攻幸州山城。權慄率2800人奮戰，使用火車和飛擊震天雷等武器，擊退了日軍的進攻。這次戰鬥就是歷史上的幸州大捷，權慄等義兵斬首超過一百三十級，并得到明朝援將的肯定讚賞，萬曆皇帝也特別降旨嘉勉，稱「朝鮮素稱强國，今觀權慄斬獲甚多，該國人民尙可振作。朕甚嘉之」。
權慄雖然擊退了日軍，但所部也傷亡慘重，退往坡州據守。同年6月，在第二次晉州城之戰中，權慄主張迎擊日軍，並于咸安郡截擊日軍。然而，日軍使用火銃攻擊，權慄軍大敗，退往全州。
後來權慄被任命為都元帥，成為朝鮮全國抗日的總指揮。由於他使用非常粗暴的手段對待逃兵，曾經被朝鮮朝廷免職，但不久即官復原職。1597年，日軍再次入侵朝鮮，史稱丁酉再亂。權慄命令朝鮮水軍攻擊日軍，但三道水军统制使（朝鲜的水军主帅）元均卻對此持消極的態度。權慄大怒，以鞭鞭打元均，脅迫其出戰。元均被迫出擊，在漆川梁海戰中遭到日軍藤堂高虎的襲擊，大敗身亡。此後，日軍席捲了全羅道、忠清道等地。朝鮮將軍李舜臣最終取得鳴梁大捷，為朝鮮軍和明軍贏得了戰機。不久以後，權慄同明軍麻貴部計畫攻擊日軍正在建造的蔚山倭城，朝鲜军在战斗中十分英勇，权栗还亲手斩杀了数名逃兵，受到了明军经理杨镐的赞赏。但是由于对援军疏于防备，日軍在次年的蔚山城之戰中大敗朝鮮、明朝聯軍。之后的战斗，三位明军将领刘綎、麻贵、董一元都要求权慄协同作战，最终权慄和刘綎参加了9月的順天城之戰。
1598年，豐臣秀吉逝世，日軍退出朝鮮。次年，權慄以63歲的年齡辭職還鄉，同年7月病死。死後，被朝鮮朝廷追贈領議政的官職，諡號忠莊。與李舜臣、元均同授一等宣武功臣。
大韓民國海軍世宗大王級驅逐艦第三艘命名為「權慄號」作為紀念，弦號是DDG 993。

## 评价
朝鲜宣祖：卿名闻天下，威慑敌国，元帅之任，舍卿伊谁。
万历皇帝：今观全罗斩获数多，该国人民尚可振作。
明朝兵部尚书石星：尔国群臣，若得如權慄者数人，吾何忧哉！
明军经略宋应昌：板荡忠臣，中兴名将。

## 脚注
1. ↑  康定權公神道碑銘[永久]
2. ↑  李恒福. . : 卷四.
3. 1 2 3 4  中野（2008）
4. ↑  《宣祖昭敬大王修正實錄》:「全羅巡察使權慄敗賊兵于幸州。時，京城賊合屯大熾，慄欲連絡天兵，以圖京城，乃留兵，使宣居怡領全師，屯衿川光敎山，分抄精兵四千，自陽川濟江，陣于幸州山上，設柵爲衛。賊見其孤懸深入，悉衆數萬，乘曉圍柵，鐃皷動地，柵中震駴，慄申令鎭靜。賊分軍迭進，自卯至酉，內外皆殊死戰。我軍占地高峻，後臨江壁，逃走無路，皆懷死心。賊仰攻，丸道不直，湖南壯軍皆善射，射必中傷，矢如雨注，賊輒披靡。乃各持束草，縱火燒柵，柵中以水撲滅。賊毁西北隅柵一間，所守僧軍少却，慄自用劍，斬退者數人，復樹柵以拒之。矢將盡，水使李蘋舟載箭數萬以繼之。賊遂敗退，聚積尸爲四堆，覆芻以焚之，臭聞數里，我軍收斬餘尸一百三十級。翌日査大受來視戰處曰：「外國有眞將軍。」宋經略移咨慰奬，用段銀爲禮，奏聞于帝。帝遣鴻臚寺官，宣諭本國曰：「朝鮮素稱强國，今觀權慄斬獲甚多，該國人民尙可振作。朕甚嘉之」」
5. ↑  新人物往来社
6. ↑  李恒福. . : 卷二.